# Artemisia frigida
Artemisia frigida — вид квіткових рослин з родини айстрових (Asteraceae). Поширення: Азія, Канада, США. Населяє степи, субальпійські луки, сухі схили пагорбів, стійкі дюни, сухі пустки.

## Біоморфологічна характеристика
Це багаторічна трав'яниста рослина, зрідка напівкущик заввишки (10)30–60(70) см, густо жовтувато або блідо-жовто, шовковиста, іноді основи стебел голі. Стебла кілька, дерев'янисті біля основи, коротко розгалужені або ні. Нижнє стеблове листя на ніжці 5–20 мм; листова пластинка довгаста або оберненояйцеподібно-довгаста, 0.8–1.5 × 0.8–1.5 см, 2(або 3)-перисторозсічена; сегменти (2) 4 пари; часточки лінійно-ланцетні або ланцетні. Середнє стеблове листя: пластинка довгаста або оберненояйцеподібно-довгаста, 5–7 × 5–7 мм, 1- або 2-перисторозсічена; часточки ланцетні до лінійно-ланцетних, 2–3 × 0.5–1.5 мм. Найбільш верхнє листя та приквітки перистороздільні або 3–5-лопатеві. Синцвіття — колос або китиця, іноді розгалужене, утворюючи волоть. Квіткові голови пониклі. Обгортка напівсферична, куляста або яйцеподібна, (2)2.5–4.5 мм у діаметрі. Крайових жіночих квіточок 8–13; відгин віночка жовтий або пурпуровий. Дискових квіточок 20–30, двостатеві. Сім'янка довгаста або еліпсоїдно-оберненояйцеподібна, з крихітним верхівковим вінцем. Цвітіння та плодіння: червень — жовтень.